# Lao jing
Lao jing (xinès simplificat: 老井, pinyin: Lǎo jǐng, literalment 'pou vell') és una pel·lícula xinesa de 1987 escrita per Zheng Yi que narra l'esforç d'un treballador d'un poble per cavar un pou a la seua ciutat natal, sedenta d'aigua, situada al nord-oest de la Xina, i els seus afers amb la seua antiga xicota. Està produït per Xi'an Film Studio i dirigit per Wu Tianming, protagonitzat per Zhang Yimou i Liang Yujin.
La pel·lícula va guanyar diversos premis a la huitena edició dels premis Golden Rooster, amb guardons a la millor pel·lícula, director, actor principal i actriu secundària el 1988. La pel·lícula també va guanyar els premis a la millor pel·lícula i a l'actor protagonista al Festival Internacional de Cinema de Tòquio de 1987.
La pel·lícula està basada en la novel·la del mateix nom, també escrita per Zheng Yi, publicada per primera vegada a la Xina. Va ser traduïda per David Kwan a l'anglès i publicada el 1990 per China Books & Periodicals als Estats Units.